# La gazza ladra
La gazza ladra (De stelende ekster, ook De diefachtige ekster) is een opera in twee akten van Gioacchino Rossini. Deze wordt doorgaans gezien als een opera van het type semiseria.
Het libretto is van de hand van Giovanni Gherardini naar La pie voleuse ou La Servante de Palaiseau van Théodore Badouin d'Aubigny en Louis-Charles Caigniez. De première was op 31 mei 1817 in het Teatro alla Scala in Milaan. Rossini heeft vervolgens nog meerdere keren aan de muziek gesleuteld, in 1818, 1819, 1820 en zelfs nog in 1866.

## Rolverdeling
- Fabrizio Vingradito, een rijke boer - bas
- Lucia, zijn vrouw - mezzosopraan
- Giannetto, hun zoon, een soldaat - tenor
- Ninetta, het dienstmeisje in hun huis - sopraan
- Fernando Villabella, haar vader, een soldaat - bariton
- Gottardo, burgemeester - bas
- Pippo, een jonge boer in dienst van Fabrizio - alt
- Isacco, een straatventer - tenor
- Antonio, de cipier - tenor
- Giorgio, dienstbode van de burgemeester - bas
- Ernesto, vriend van Fernando, een soldaat - bas
- De ekster - wordt meestal door een danser uitgebeeld

## Synopsis
Ninetta hoopt te trouwen met Giannetto, die terugkomt uit de oorlog. Ze probeert haar vader Fernando Villabella, een deserteur, in het geheim onderdak te bieden. Ondertussen maakt de burgemeester haar avances. Een verdwenen lepel en het feit dat Isacco, de straatventer, een zilverstuk van Ninetta heeft gekocht, zorgen ervoor dat Ninetta wordt beschuldigd en vervolgens in het gevang raakt. Ze wordt schuldig verklaard en tot de dood veroordeeld. Op het laatste nippertje wordt ze gered van de dood, doordat blijkt dat de lepel gestolen is door een ekster.

## Verwijzingen
Onder andere in de volgende kunstwerken wordt naar La gazza ladra verwezen:
- De film A Clockwork Orange, wanneer Alex en zijn bende in gevecht raken met een andere bende
- Het Kuifje-album De juwelen van Bianca Castafiore, waarin de smaragd door een ekster blijkt te zijn gestolen
- De roman De opwindvogelkronieken van Haruki Murakami, waarin het hoofdpersonage Toru de ouverture fluit
- Het Album The thieving magpie van Marillion, die niet alleen qua naam naar La gazza ladra verwijst, maar ook begint met het muziekstuk La gazza ladra
- In de roman Le Roi des Aulnes van Michel Tournier is hoofdpersoon Abel Tiffauges getuige van twee vechtende eksters, juist op het moment dat de ouverture op de radio wordt uitgezonden.

## Trivia
- De Britse symfonische rockgroep Marillion gebruikte de ouverture (in het Engels: The Thieving Magpie) als intro van hun Clutching at Straws-concerten (1987-1988).

La cambiale di matrimonio (1810) · L'equivoco stravagante (1811) · L'inganno felice (1812) · Ciro in Babilonia (1812) · La scala di seta (1812) · Demetrio e Polibio (1812) · La pietra del paragone (1812) · L'occasione fa il ladro (1812) · Il signor Bruschino (1813) · Tancredi (1813) · L'italiana in Algeri (1813) · Aureliano in Palmira (1813) · Il turco in Italia (1814) · Sigismondo (1814) · Elisabetta, regina d'Inghilterra (1815) · Torvaldo e Dorliska (1815) · Il barbiere di Siviglia (1816) · La gazzetta (1816) · Otello (1816) · La Cenerentola (1817) · La gazza ladra (1817) · Armida (1817) · Adelaide di Borgogna (1817) · Mosè in Egitto (1818) · Ricciardo e Zoraide (1818) · Adina (1818) · Ermione (1819) · Eduardo e Cristina (1819) · La donna del lago (1819) · Bianca e Falliero (1819) · Maometto II (1820) · Matilde di Shabran (1821) · Zelmira (1822) · Semiramide (1823) · Ugo, re d'Italia (1824) · Il viaggio a Reims (1825) · Le siège de Corinthe (1826) · Ivanhoé (1826) · Moïse et Pharaon (1827) · Le comte Ory (1828) · Guillaume Tell (1829)